# 徐養大
徐養大（？—？），字子立，河南睢陽衛人，官籍，明朝政治人物。

## 生平
嘉靖三十七年（1558年）戊午科河南鄉試第十七名舉人。嘉靖四十一年（1562年）中式壬戌科會試第二百三十二名，三甲第一百九十七名進士。

## 家族
曾祖徐榮；祖父徐通；父徐翰，學正。母吳氏。具庆下。兄徐養相（兵部主事）。